# Ador (empresa)
ADOR (en coreano: 어도어) es una empresa de entretenimiento de Corea del Sur, subsidiaria de HYBE. El eslogan de la empresa es «Todas las puertas, una habitación» (All Doors One Room).

## Historia

### Inicios
El 1 de noviembre de 2021, se anunció que el departamento, estableció el nuevo «ADOR».
El 12 de noviembre de 2021, HYBE estableció una nueva etiqueta, ADOR (All Doors One Room), y Min Hee Jin fue nombrada directora ejecutiva de la empresa.
El 3 de marzo de 2022, se anunció que se presentaría un nuevo grupo de chicas en el primer trimestre de este año.
El 1 de agosto de 2022, debutó el primer grupo idol femenino «New Jeans» de ADOR.

### Controversia
El 22 de abril de 2024, la empresa matriz HYBE lanzó una auditoría luego de las acusaciones de que la directora ejecutiva Min Hee-jin y el equipo de gestión de ADOR estaban conspirando para independizarse.
Ese mismo día, según se informa, HYBE exigió que la directora ejecutiva fuera suspendida y renunciara, y también solicitó que se convocara una junta general extraordinaria de accionistas contra la gestión de ADOR. Tras la noticia de la junta de accionistas y la auditoría, el precio de las acciones de HYBE se desplomó, cayendo un 7,81% al cierre del mismo día en comparación con el día anterior.
El 23 de abril, se informó que HYBE había descubierto documentos internos que parecían mostrar que la gerencia de ADOR estaba intentando tomar el control de la empresa. Mientras tanto, la directora ejecutiva Min Hee-jin negó a través de los medios de comunicación que hubiera intentado tomar el control de la empresa.
El 25 de abril, HYBE anunció los resultados de una auditoría provisional, afirmando que habían confirmado los hechos concretos y obtenido evidencia física de que ADOR había elaborado un plan para tomar el control de la gestión bajo el liderazgo de la directora ejecutiva Min Hee-jin. Ese mismo día, HYBE presentó una denuncia ante la policía contra la directora ejecutiva y la dirección de ADOR por presunto abuso de confianza. Ese mismo día, Min Hee-jin realizó una conferencia de prensa de emergencia para explicar las acusaciones y los informes publicados en los medios, así como su relación con HYBE.
El 30 de mayo, en una demanda presentada por Min Hee-jin contra HYBE solicitando una orden judicial provisional para prohibirle ejercer su derecho al voto, el tribunal confirmó la orden judicial, afirmando que los argumentos y documentos presentados no justificaban suficientemente las razones de su despido. Ese mismo día, HYBE anunció que respetaría la decisión del tribunal y no ejercería su derecho a voto a favor de la destitución del directora ejecutiva en la junta general extraordinaria de accionistas del día 31. Sin embargo, el tribunal también afirmó que «está claro que Min Hee-jin buscó formas de obtener un control independiente sobre ADOR» y, por lo tanto, decidió llevar a cabo procedimientos posteriores en el marco de la ley.
El 31 de mayo, ADOR celebró una junta general extraordinaria de accionistas para destituir a todos los directores internos excepto al director ejecutivo Min Hee-jin y aprobar el nombramiento de tres nuevos directores internos recomendados por HYBE.
El 27 de agosto de 2024, Min fue despedida como directora ejecutiva de ADOR, tras un prolongado conflicto con los principales ejecutivos de Hybe en relación con el control y las actividades de NewJeans. Conservó su puesto en el consejo de administración de la empresa y como productora del grupo. Min se ha opuesto a la decisión, afirmando que el despido es una «grave violación del acuerdo de accionistas». El 20 de noviembre de 2024, Min renunció a su puesto de directora en Ador.

## Grupos
- NewJeans (en coreano: 뉴진스) - 5 chicas